# Dascha von Sewastopol

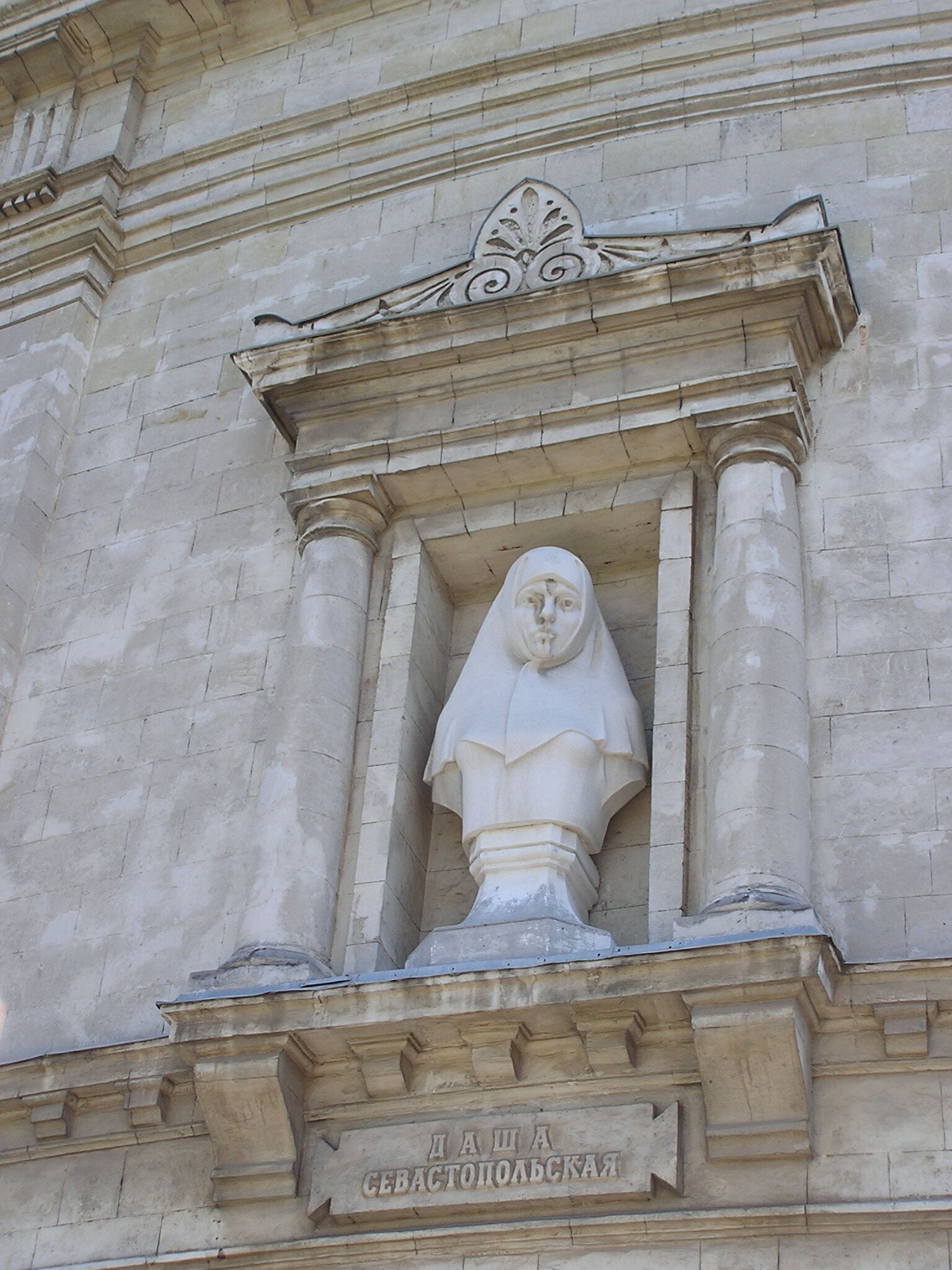
Dascha von Sewastopol (W. W. Petrenko, Sewastopol-Panorama)

Dascha von Sewastopol, wahrer Name Darja Lawrentjewna Michailowa, verheiratet Chworostowa, (russisch Даша Севастопольская bzw. Дарья Лаврентьевна Михайлова / Хворостова; * 1836 im Dorf Kljutschischtschi, Ujesd Swijaschsk, Gouvernement Kasan; † 1910 in Sewastopol) war eine russische Krankenschwester.

## Leben
Dascha verlor früh ihre Mutter. Ihr Vater Lawrenti Michailow war Marine-Bootsmatrose und wurde nach Beginn des Krimkriegs im November 1853 in der Seeschlacht bei Sinope getötet. Die verwaiste Dascha befand sich im Tross der russischen Armee auf der Krim, die sich nach der Landung der britischen und französischen Truppen bei Jewpatorija in der Kalamita-Bucht und der Schlacht an der Alma im September 1854 zurückzog. Dascha hatte das elterliche Haus verkauft und sich mit Pferd und Wagen, Matrosenkleidung, Hilfsmitteln und Vorräten ausgerüstet. Sie richtete mit eigenen Mitteln einen Verbandsplatz ein und versorgte die verwundeten Soldaten. In ihrem Wagen hatte sie Leinenstreifen zum Verbinden und Essig und Wein. Wie sich der Chirurg Nikolai Pirogow erinnerte, war die Situation in und um das belagerte Sewastopol katastrophal, da es keine medizinische Versorgung gab und medizinisches Personal und Mittel für den Transport in Krankenhäuser fehlten. Dascha kümmerte sich um die Verwundeten und Kranken unabhängig von der jeweiligen Nationalität, sodass sie ihnen wie ein rettender Engel erschien. Niemand kannte ihren Nachnamen, sodass alle sie als Dascha von Sewastopol in Erinnerung behielten (erst 1984 wurden zufällig im Zentralen Militärgeschichtlichen Archiv der UdSSR Dokumente zu ihrer wahren Identität gefunden). Für ihre Verdienste wurde sie von Kaiser Nikolaus I. persönlich mit der Goldmedaille für Pflichteifer am Wladimir-Band ausgezeichnet, die normalerweise nur an Träger dreier Silbermedaillen verliehen wurde. Dazu erhielt sie 500 Silber-Rubel und das Versprechen, bei Heirat weitere 1000 Silber-Rubel für die Aussteuer zu bekommen. Die Auszeichnung wurde in der gesamten Schwarzmeerflotte bekannt gegeben. Andere Frauen folgten Daschas Beispiel, und schließlich gelang es Nikolai Pirogow mit Hilfe von Krankenschwestern aus St. Petersburg, eine medizinische Versorgung zu organisieren.
Während der Belagerung von Sewastopol wohnte Dascha in einem verfallenen Haus im Norden der Stadt. Im Sommer 1855, noch im Krieg, heiratete sie den Marine-Bootsmatrosen Maxim Chworostow mit General Pjotr Menkow als Trauvater. Sie legte dem Oberbefehlshaber Michail Gortschakow das Ehezeugnis und das Auszeichnungsdokument vor und bekam die 1000 Silber-Rubel ausgezahlt. Wie viele verließ sie das zerstörte Sewastopol und kaufte ein Gasthaus im Dorf Belbek bei Sewastopol. Nach dem Ende des Krieges erhielt sie die Medaille „Für die Verteidigung Sewastopols“. Dann verkaufte sie das Gasthaus und zog mit ihrem Mann nach Nikolajew. Als ihr Mann das übermäßige Trinken anfing, kehrte sie ohne ihn nach Sewastopol zurück. Sie starb 1910. Ihr Grab auf dem Friedhof in der Dokowy-Schlucht ging verloren.
Der Asteroid (3321) Dasha wurde nach Dascha von Sewastopol benannt.